# Classe Svetlyak
La classe Svetlyak est le code OTAN d'une famille de patrouilleurs rapides développés pour la Marine soviétique à la fin des années 1980. Leurs désignations en Union soviétique étaient Projet 10410 (version de base pour la marine et les garde-côtes), Projet 10411 (patrouilleurs dotés de 8 missiles anti-navires SS-N-25) et Projet 10412 (version destinée à l'exportation, Viêt Nam et Slovénie).

## Pays utilisateurs
Russie/ Union soviétique

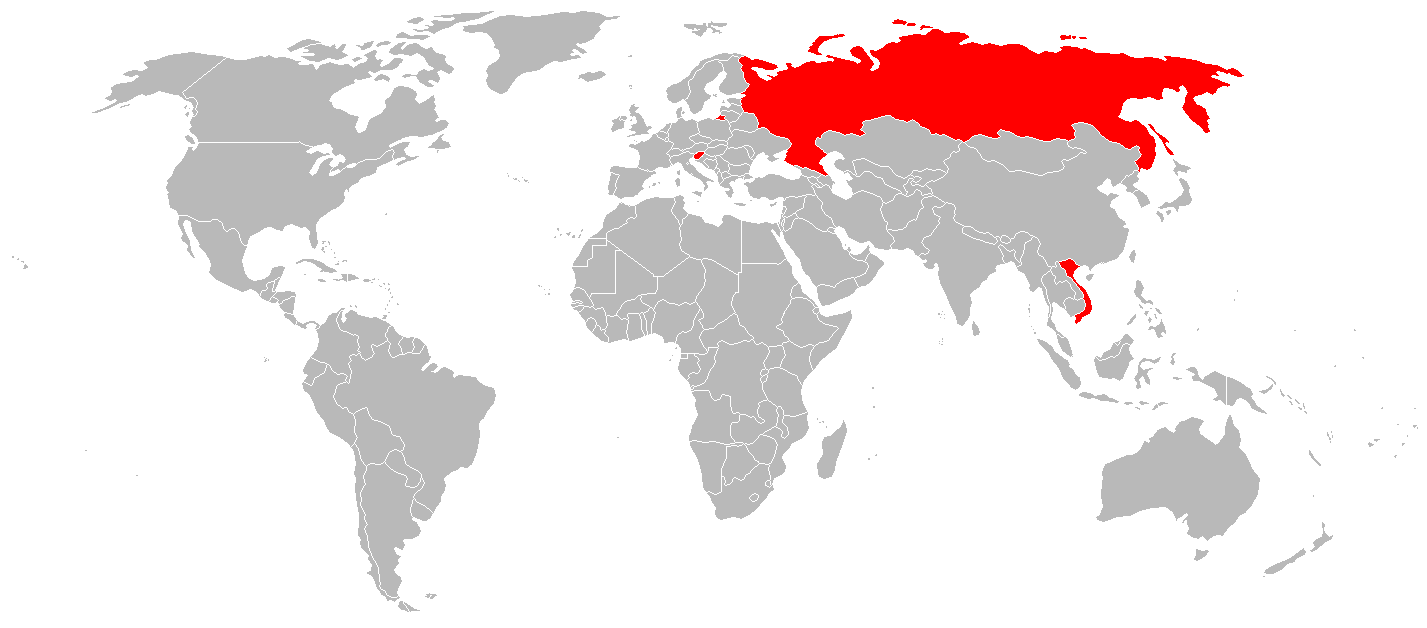
Pays utilisant des patrouilleurs de classe Svetlyak.

- Marine soviétique/Marine russe/Service des garde-côtes de Russie (indépendant de la Marine russe)

 Slovénie
- Marine slovène. Un navire russe transféré à la Marine slovène pour remboursement de la dette et nommé Triglav.

 Viêt Nam
- Marine populaire vietnamienne

### Sources et bibliographie
- (en) Robert Gardiner, Conway's all the World's Fighting Ships 1947-1995, Londres, Conway Maritime, 1995, 675 p. (ISBN 0-85177-605-1, OCLC 34284130)Également publié la même année, sous le même titre avec Stephen Chumbley et Przemysław Budzbon à la Naval Institute Press, Annapolis, MD,  (ISBN 1557501327), (OCLC 34267261).